# STS-40

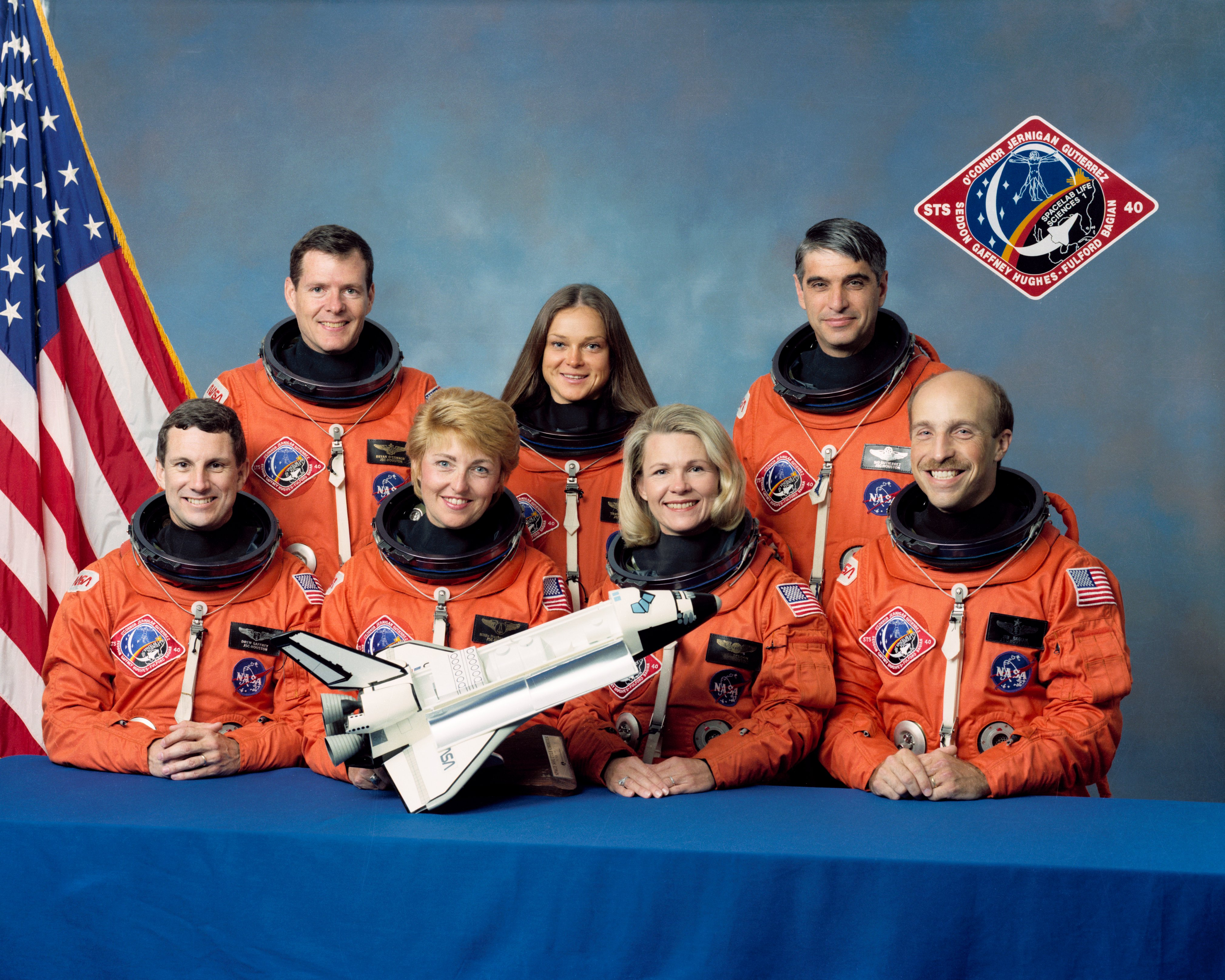
Екіпаж STS-40 — (зліва направо): Е. Геффі, Б. О'Коннор, М. Г'юз-Фулфорд, Т. Джерніган, М. Седдон, С. Гутьеррес й Дж. Бейгіан

STS-40 — космічний політ БТКК «Колумбія» за програмою «Спейс Шаттл» (41-й політ програми і 11-й політ Колумбії). Основною метою місії STS-40 були експерименти з космічною лабораторією «Спейслеб» (переважно в галузі біології). Так само місія «STS-40» примітна тим, що вперше у складі екіпажу перебували відразу три жінки-астронавтки.
Місія STS-40 на Колумбії кілька разів відкладалась через різні дефекти космічного човника. Запуск, нарешті, відбувся 5 червня 1991 р. У вантажному відсіку був п'ятий модуль «Спейслеб», вперше повністю присвячений наукам про життя. Основою експериментів був проєкт «Спейслаб Природні Науки-1». Планувались фізіологічні дослідження на людях, на 30 гризунах і тисячах крихітних медуз. Найважливіші експерименти включали шість біосистем; в 18 дослідженнях брали участь десять осіб, в 7 — гризуни і одному — медузи.

## Екіпаж
- (НАСА): Браян О'Коннор (2)[1] — командир;
- (НАСА): Сідні Гутьєррес (1) — пілот;
- (НАСА): Джеймс Бейгіан (2) — фахівець польоту −1;
- (НАСА): Тамара Джерніган (1) — фахівець польоту −2;
- (НАСА): Маргарет Седдон (2) — фахівець польоту −3;
- (НАСА): Ендрю Геффні (1) — фахівець з корисного навантаження 1;
- (НАСА): Міллі Г'юз-Фулфорд (1) — фахівець з корисного навантаження 2.

## Параметри польоту
- Маса апарата
  - При старті — 102 283 кг;
- Вантажопідйомність — 12 374 кг.

## Галерея

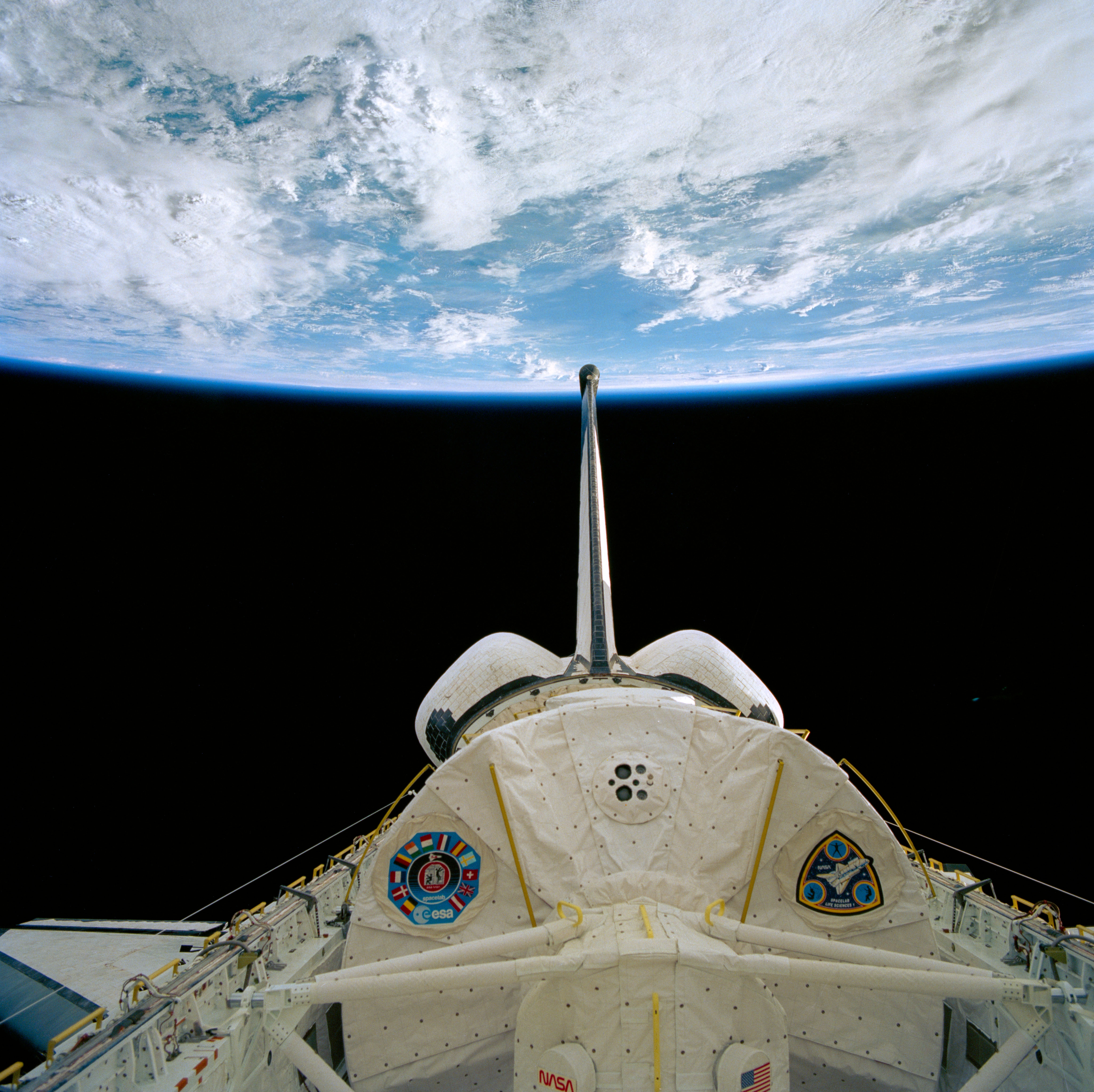
Фото вантажного відсіку з лабораторією «Спейслеб»